# Баркер, Джек
Джон Уи́льям Ба́ркер (англ. John William Barker; 27 февраля 1906 — 20 января 1982), более известный как Джек Баркер (англ. Jack Barker) — английский футболист и футбольный тренер. Наиболее известен как игрок клуба «Дерби Каунти», за который провёл более 300 матчей. Также выступал за национальную сборную Англии. После завершения карьеры игрока был главным тренером английских клубов «Брэдфорд Сити» и «Дерби Каунти», а также ирландского клуба «Данлолк».

## Клубная карьера
Уроженец Денаби (вблизи Конисборо, графство Йоркшир, Баркер начал футбольную карьеру в местном клубе «Денаби Роверс» в Лиге Роумарша, параллельно работая в местной шахте. Его спортивная карьера могла завершиться, едва начавшись, после того, как он получил травму бедра во время обрушения крыши в шахте. Затем играл за клуб «Денаби Юнайтед» из Футбольной лиги Мидленда. В мае 1928 года стал игроком «Дерби Каунти», заплатившим за его переход 200 фунтов. Выступал за «баранов» до 1939 года, когда все официальные турниры в Англии были отменены в связи с войной, сыграв за клуб 353 матча и забив 2 гола. Был капитаном «Дерби Каунти».

## Карьера в сборной
29 сентября 1934 года дебютировал за сборную Англии в матче против сборной Уэльса.
Всего провёл за сборную Англии 11 матчей. В своём последнем матче за сборную (против Уэльса) был капитаном англичан.
Также провёл три матча за сборную Футбольной лиги Англии.

### Матчи за сборную Англии
| №  | Дата             | Стадион                   | Соперник   | Результат | Турнир                     |
| -- | ---------------- | ------------------------- | ---------- | --------- | -------------------------- |
| 1  | 29 сентября 1934 | «Ниниан Парк», Кардифф    | Уэльс      | 4:0       | Домашний чемпионат 1934/35 |
| 2  | 14 ноября 1934   | «Хайбери», Лондон         | Италия     | 3:2       | Товарищеский матч          |
| 3  | 6 февраля 1935   | «Гудисон Парк», Ливерпуль | Ирландия   | 2:1       | Домашний чемпионат 1934/35 |
| 4  | 6 апреля 1935    | «Хэмпден Парк», Глазго    | Шотландия  | 0:2       | Домашний чемпионат 1934/35 |
| 5  | 18 мая 1935      | «Олимпийский», Амстердам  | Нидерланды | 1:0       | Товарищеский матч          |
| 6  | 19 октября 1935  | «Уиндзор Парк», Белфаст   | Ирландия   | 3:1       | Домашний чемпионат 1935/36 |
| 7  | 5 декабря 1935   | «Уайт Харт Лейн», Лондон  | Германия   | 3:0       | Товарищеский матч          |
| 8  | 5 февраля 1936   | «Молинью», Вулвергемптон  | Уэльс      | 1:2       | Домашний чемпионат 1935/36 |
| 9  | 4 апреля 1936    | «Уэмбли», Лондон          | Шотландия  | 1:1       | Домашний чемпионат 1935/36 |
| 10 | 6 мая 1936       | «Пратер», Вена            | Австрия    | 1:2       | Товарищеский матч          |
| 11 | 17 октября 1936  | «Ниниан Парк», Кардифф    | Уэльс      | 1:2       | Домашний чемпионат 1936/37 |

## Тренерская карьера
После завершения карьеры игрока в «Дерби Каунти» работал в службе физической подготовки британской армии (англ. Army Physical Training Corps), а также тренировал молодёжные команды «Дерби Каунти».
В мае 1946 года был назначен главным тренером клуба «Брэдфорд Сити». Однако уже в январе 1947 года покинул команду после 23 матчей (10 побед, 6 ничьих и 7 поражений). Он был главным тренером «Сити» меньше, чем любой другой главный тренер в истории этого клуба.
С 1947 по 1948 год был главным тренером ирландского клуба «Данлолк».
Впоследствии работал в тренерском штабе клуба «Олдем Атлетик».
В ноябре 1953 года был назначен главным тренером «Дерби Каунти». По итогам 1954/55 «бараны» заняли последнее место во Втором дивизионе и выбыли в Третий северный дивизион, а Баркер покинул пост главного тренера «Дерби Каунти».

## Достижения
Сборная Англии
Победитель Домашнего чемпионата: 1934/35 (разделённый титул)

## Личная жизнь
После завершения тренерской карьеры жил в Дерби, работал помощником механика на заводе по производству локомотивов Derby Works.
Умер от рака в январе 1982 года.